# Roc Gros de Coma d'Or
El Roc Gros de Coma d'Or és una muntanya de 2.579,2 m d'altitud situada al Massís del Carlit, en el límit dels termes comunals de Portè, de la comarca de l'Alta Cerdanya, a la Catalunya del Nord, i de Merens, del parçan del Sabartès, pertanyent al País de Foix.
Està situat a la zona nord-oriental del terme comunal de Portè. És a prop al sud-oest del Puig de Coma d'Or, a ponent del Pic de Cortal Rossó i a llevant de l'Estany de Coma d'Or.
És destí freqüent de moltes de les rutes d'excursionisme o d'esquí de muntanya del Massís del Carlit.